# Psyopus
Psyopus (a volte indicato anche come PsyOpus) è un gruppo musicale mathcore formatosi nel 2002 a Rochester, New York, Stati Uniti d'America. Nella loro musica mescolano grindcore, rock progressivo, death metal e free jazz.

## Storia del gruppo
Nel 2001 Christopher Arp, futuro chitarrista del gruppo, partecipò alle audizioni aperte dai Limp Bizkit alla ricerca di un nuovo chitarrista e divenne vincitore regionale. Le audizioni si conclusero però nel 2002 senza un vincitore, così Arp fondò gli Psyopus insieme ad Adam Frappoli (voce), Fred DeCoste (basso), e Jon Cole (batteria, percussioni).
L'album di debutto, intitolato Ideas of Reference, fu pubblicato il 19 ottobre 2004 sotto l'etichetta Black Market Activities.
Nel 2007 la band firmò un contratto con la Metal Blade Records, etichetta sotto la quale vennero pubblicati i successivi album Our Puzzling Encounters Considered e Odd Senses.

## Formazione

### Formazione attuale
- Brian Woodruff - voce (2008 - presente)
- Christopher "Arpmandude" Arp -  (2002 - presente)
- Jason Bauers - batteria, percussioni (2007 - presente)
- Brian Kelly - basso (2009 - presente)

### Ex componenti
- Freddy Charles - basso (2002 - 2007)
- Adam Frappolli - voce (2002 - 2007)
- Greg Herman - batteria, percussioni (2002 - 2004)
- Lee Fisher - batteria, percussioni (2004 - 2005)
- Corey Barnes - batteria, percussioni (2005 - 2006)
- Jon Cole - batteria, percussioni (2006 - 2007)
- Harrison Christie - voce (2007 - 2008)
- Michael Horn - basso (2007 - 2009)
- Brent Glover - basso (2009)
- Travis Morgan - basso (2009)

## Discografia

### Album in studio
- 2004 - Ideas of Reference
- 2007 - Our Puzzling Encounters Considered
- 2009 - Odd Senses

### Demo
- 2002 - Stranglefuck
- 2003 - 3003